# SN 1999O
SN 1999O – supernowa typu II odkryta 13 stycznia 1999 roku w galaktyce A104205-0029. W momencie odkrycia miała maksymalną jasność 24,10m.